# Gérard Lopez
Gérard Lopez, född 27 december 1971, är en luxemburgsk-spansk företagsledare som är verkställande direktör för Genii Capital, tillsammans med Eric Lux. 
Han var även ordförande för Formel 1-stallet Lotus F1 Team när det ägdes i majoritet av Genii mellan 2009 och 2015. De sista två åren var Lopez också stallchef efter att Éric Boullier lämnade Lotus för konkurrenten McLaren.
Under januarimånad av 2017 köpte Lopez 95% av fotbollsklubben Lille OSC som spelar i franska fotbollsligan Ligue 1.